# Phosphorrückgewinnung
Die Phosphorrückgewinnung bzw. Phosphor-Recycling hat zum Ziel, Phosphor aus Klärschlamm im Rahmen des Urban Minings zu gewinnen, um eine Wiederverwendung zu ermöglichen. Phosphor wird vor allem bei der Herstellung von Dünger und Futtermittel benötigt. Er ist ein durch Bergbau gewonnener, endlicher Rohstoff.
Die direkte Verwertung von Klärschlamm in der Landwirtschaft wird in der EU durch eine EU-Richtlinie geregelt und ist je nach Land und Region entweder nur unter Auflagen erlaubt (Deutschland und Österreich) oder verboten (Schweiz).

## Rechtslage

### Rechtslage in Deutschland
Aktuelle Rechtslage
Gemäß § 3 Abs. 1 der Klärschlammverordnung hat der Klärschlammerzeuger den in seiner Abwasserbehandlungsanlage anfallenden Klärschlamm möglichst hochwertig zu verwerten, soweit dies technisch möglich und wirtschaftlich zumutbar ist. Dabei sind die Phosphorrückgewinnung und die Rückführung des gewonnenen Phosphors anzustreben. Es besteht derzeit (2024) keine Pflicht zur Phosphorrückgewinnung.
Eine bodenbezogene Verwertung ist für alle Kläranlagen-Ausbaugrößen möglich – damit ist die direkte Verwertung von Klärschlamm in der Landwirtschaft gemeint. Es besteht eine Berichtspflicht zu Maßnahmen der geplanten Phosphorrückgewinnung, zur bodenbezogenen Verwertung oder sonstigen Entsorgung und eine Pflicht zu Untersuchungen auf den Phosphor-Gehalt (und basisch wirksame Stoffe).
Rechtslage ab 2029
Ab dem 1. Januar 2029 sind grundsätzlich alle Betreiber von kommunalen Abwasserbehandlungsanlage unabhängig von der jeweiligen Ausbaugröße zu einer Phosphorrückgewinnung verpflichtet, wenn die Klärschlamm-Trockenmasse einen Phosphorgehalt ≥ 2 % aufweist. In Abhängigkeit von der Größe der Anlage ist aber eine bodenbezogene Verwertung zulässig (siehe unten). Die Größe einer Anlage wird in Einwohnerwert EW gemessen. Damit ist die Anzahl der Einwohner gemeint, die im Einzugsgebiet einer Kläranlage leben.
Rechtslage ab 2032
Ab dem 1. Januar 2032 findet eine weitere Verschärfung für Anlagen mittlerer Größe statt (siehe unten); d. h., eine bodenbezogene Verwertung ist dann nicht mehr zulässig.
| Anlagengröße  | ≤ 50.000 EW                      | > 50.000–100.000 EW                    | > 100.000 EW                           |
| ------------- | -------------------------------- | -------------------------------------- | -------------------------------------- |
| Aktuell       | bodenbezogene Verwertung möglich | bodenbezogene Verwertung möglich       | bodenbezogene Verwertung möglich       |
| ab 01.01.2029 | bodenbezogene Verwertung möglich | bodenbezogene Verwertung möglich       | bodenbezogene Verwertung nicht möglich |
| ab 01.01.2032 | bodenbezogene Verwertung möglich | bodenbezogene Verwertung nicht möglich | bodenbezogene Verwertung nicht möglich |
(Quelle: Vortrag Andrea Roskosch DPP-FORUM, 2020)

### Rechtslage in Österreich
Österreich ist nach der Schweiz und Deutschland das dritte europäische Land, das die Verwertung von Phosphor aus Klärschlamm gesetzlich vorschreibt. Die neue Verordnung, die als Teil der Abfallverbrennungsverordnung 2024 (AVV 2024) veröffentlicht wurde, schreibt in §20 vor, dass ab dem 1. Januar 2033 alle Kläranlagen mit einer Kapazität von ≥ 20 000 EW entweder ihren Klärschlamm verbrennen und den Phosphor aus der Asche zurückgewinnen müssen oder auf andere Weise 60 % des Phosphors aus dem Kläranlagenzulauf zurückgewinnen müssen.
Wird der Phosphor aus dem Klärschlamm nach der Abfallverbrennung zurückgewonnen, müssen entweder 80 % des Phosphor  aus der Asche zurückgewonnen werden oder die gesamte Asche muss zur Herstellung eines Düngemittels verwendet werden, das den österreichischen Düngemittelvorschriften entspricht. Die Betreiber von Klärschlamm- und/oder Klärschlammverbrennungsanlagen müssen jährlich den Phosphor-Gehalt der Asche bzw. den Phosphor-Zufluss zur Kläranlage, die Art der Phosphor-Rückgewinnung, die jährlich rückgewonnene Phosphor-Tonnage und die jährliche Klärschlamm-Tonnage melden.

### Rechtslage in der Schweiz
In den schweizweit 783 Kläranlagen fallen pro Jahr rund 5.700 Tonnen Phosphor an, die man zurückgewinnen könnte. Damit wäre die Schweizer Landwirtschaft in der Lage, ihren Bedarf am wertvollen Mineralstoff aus hiesigen Quellen zu decken, ohne Mineraldünger mit problematischer Herkunft importieren zu müssen. Zudem ließe sich mit dem Phosphorrecycling ein Stoffkreislauf schließen.
Die seit 2016 rechtskräftige Verordnung über die Vermeidung und die Entsorgung von Abfällen (VVEA), sieht in Artikel 15 vor, dass Phosphor ab dem Jahr 2026 – also nach einer zehnjährigen Übergangsfrist – aus dem Abwasser, dem Klärschlamm oder der Klärschlammasche zurückgewonnen und stofflich verwertet werden muss.
Im Juni 2019 gab das BAFU eine Vollzugshilfe in die Konsultation, die unter anderem Rückgewinnungsquoten für das Phosphorrecycling definiert. Gefordert wird in diesem Entwurf ein minimaler Verwertungsanteil von 45 % für kommunales Abwasser, von 80 % für die Asche des thermisch behandelten Klärschlamms und von 100 % für Tier- und Knochenmehl.

## Umsetzung

### Umsetzung in Deutschland
Die Umsetzung in Deutschland verläuft schleppend. Im Zuge der 101. Umweltministerkonferenz (UMK) der Länder im Dezember 2023 bekräftigten die Umweltminister das Ziel der Phosphorrückgewinnung aus Klärschlamm bis spätestens 2029. Dabei wurde unter anderem auf folgende Punkte hingewiesen:
- Die Umweltministerkonferenz stellte fest, dass aufgrund der schleppenden Umsetzung nur wenige konkrete Pläne zum Bau von Phosphorrückgewinnungsanlagen bekannt und der verbleibende Zeitraum für Planung, Bau und Genehmigung hierfür bis zum Inkrafttreten der Phosphorrückgewinnungspflicht knapp ist. Um die notwendigen Innovationen in großem Maßstab umzusetzen, die Techniken zu erproben und den rechtlich vorgegebenen Zeitrahmen nach Klärschlammverordnung bis 2029 einhalten zu können, müssten kurzfristig Investitionen getätigt werden.

- Auf Anregung der Umweltministerkonferenz lud das Bundesumweltministerium im 1. Quartal 2024 zu einem Branchendialog unter Einbindung der relevanten Akteure an, um Hemmnisse für eine fristgerechte Umsetzung der Phosphorrückgewinnung zu analysieren, Lösungsmöglichkeiten mit geeigneten Maßnahmen zu identifizieren und einen Bericht der wesentlichen Ergebnisse für die 102. Umweltministerkonferenz zu erstellen.

- Die Düngemittelverordnung bedarf einer punktuellen Anpassung, um den Einsatz von Phosphorrezyklaten als Düngemittel zu fördern. Beispielsweise ist die Verwendung als Düngemittel von der Nutzung ausgeschlossen, wenn der ursprüngliche Klärschlamm die Anforderungen der bodenbezogenen Verwertung nach Klärschlammverordnung nicht erfüllt. Dies gilt selbst dann, wenn im Rahmen der Phosphorrückgewinnung eine Schadstoffreduktion erfolgt und die Rezyklate alle Grenzwerte der Düngemittelverordnung einhalten.

Am 21. August 2024 haben das Bundesumweltministerium, das Bundeslandwirtschaftsministerium sowie dreizehn Bundesländer, Verbände und Unternehmen eine „Gemeinsame Erklärung zum Ausbau der Phosphorrückgewinnung aus Klärschlamm“ veröffentlicht, die folgende Lösungsansätze in Form eines übergreifenden Handlungsrahmens definiert:
- Ausbau der Anlagenkapazitäten zur Phosphorrückgewinnung
- Sofortiger Beginn von Planung und Umsetzung zum Anlagenbau bei allen betroffenen Klärschlammerzeugenden
- Klärung der Möglichkeit zur Umlage der Phosphorrückgewinnungskosten auf die Abwassergebühren vor 2029 und erforderlichen Investitionssicherheit durch Ausschreibungen zur Verwertung von Klärschlamm
- Nutzung der rückholbaren Ablagerung von Klärschlammverbrennungsaschen nur in Ausnahmefällen. Vor allem bei diesem Aspekt bestehen auch noch offene technische, wirtschaftliche und rechtliche Fragen.

### Umsetzung in Österreich
Das Thema wurde in Österreich im Rahmen des Projekts „StraPhos: Zukunftsfähige Strategien des Phosphormanagements für Österreich“ im Zeitraum 2017–2021 untersucht. Finanzierungspartner waren das Bundesministerium für Land- und Forstwirtschaft, Umwelt und Wasserwirtschaft und das Bundesministerium für Nachhaltigkeit und Tourismus.
Der Stand der Umsetzung ist nicht leicht zu ermitteln. Die Antworten des BMK auf eine Anfrage eines Abgeordneten lassen vermuten, dass die Umsetzung ähnlich schleppend verläuft, wie in Deutschland. Die Stadt Wien ist eine Entwicklungspartnerschaft eingegangen, um Phosphor aus der Wiener Klärschlammasche zurückzugewinnen.

### Umsetzung in der Schweiz
In der Schweiz erfolgt die Umsetzung über die Plattform SwissPhosphor:

„Damit die Entsorgungssicherheit für Klärschlamm auch in Zukunft sichergestellt werden kann und keine Überkapazitäten für die Klärschlammentsorgung und Phosphorrückgewinnung entstehen, ist eine zentrale Koordination der Akteure im Entscheidungsprozess für das Phosphorrecycling notwendig. Deshalb hat das Bundesamt für Umwelt (BAFU) im September 2018 die Arbeiten für SwissPhosphor gestartet.
SwissPhosphor bietet den involvierten Akteuren eine Plattform für den Austausch von Informationen und Absichten und organisiert einen Partizipationsprozess. Das Ziel ist es, gemeinsam mit den Akteuren eine Planung für das Schweizer Phosphorrecycling zu erarbeiten, um die fristgerechte Umsetzung der Art. 15 und 51 der VVEA sicherzustellen. Die Plattform SwissPhosphor ist nach dem Bundesstandard Hermes organisiert. Die Erarbeitung der Inhalte findet in den einzelnen Arbeitsgruppen statt.
Die Arbeitsgruppen setzen sich aus Behördenvertretern (Bund und Kantone), Anlagebetreibern und diversen Stakeholdern zusammen. Die Koordination der Plattform SwissPhosphor erfolgt im Jour Fixe. Dieser umfasst Vertreter der einzelnen Arbeitsgruppen. Der Lenkungsausschuss trifft strategische Entscheide und wird aus Behördenvertretern (Kantone und Bund) zusammengesetzt.“

## Technik
Es existieren zahlreiche Verfahren, die sich entweder im Versuchsstadium befinden oder bereits in Produktion sind.
Das Landesamt für Natur, Umwelt und Verbraucherschutz Nordrhein-Westfalen hat im Rahmen des Projekts „Umsetzung der Anforderungen der Klärschlamm-Verordnung zur Phosphorrückgewinnung in Nordrhein-Westfalen“ diverse Verfahren untersucht und die Projektergebnisse im Jahr 2022 in einer Studie veröffentlicht:
| Kategorie | Verfahren                | Beschreibung                                                                                                  |
| --- | ------------------------ | --- |
| Klärschlammbasierte nasschemische Verfahren für die Phosphorrückgewinnung aus Klärschlamm, Faulschlamm oder Schlammwasser während der Abwasserbehandlung auf der Kläranlage | AirPrex®                 | Struvitfällung aus Klärschlamm                                                                                |
| Klärschlammbasierte nasschemische Verfahren für die Phosphorrückgewinnung aus Klärschlamm, Faulschlamm oder Schlammwasser während der Abwasserbehandlung auf der Kläranlage | PhosForce                | Co-Vergärung von Klärschlamm mit Bioabfällen, Flüssig-Feststoff-Separation, Struvitfällung                    |
| Klärschlammbasierte nasschemische Verfahren für die Phosphorrückgewinnung aus Klärschlamm, Faulschlamm oder Schlammwasser während der Abwasserbehandlung auf der Kläranlage | Stuttgarter Verfahren    | Saure Laugung von Faulschlamm, Struvitfällung                                                                 |
| Klärschlammbasierte thermische Verfahren für die Phosphorrückgewinnung aus entwässertem, zur Entsorgung anstehendem Klärschlamm (ohne vorherige Verbrennung)                | EuPhoRe®                 | Thermochemische Behandlung von Klärschlamm                                                                    |
| Klärschlammbasierte thermische Verfahren für die Phosphorrückgewinnung aus entwässertem, zur Entsorgung anstehendem Klärschlamm (ohne vorherige Verbrennung)                | Pyrophos                 | Thermochemische Behandlung von Klärschlamm                                                                    |
| Klärschlammaschebasierte Phosphorrückgewinnungsverfahren | AshDec®                  | Thermochemische Behandlung von Klärschlammasche                                                               |
| Klärschlammaschebasierte Phosphorrückgewinnungsverfahren | Ecophos®                 | Saure Laugung von Klärschlammasche, Aufreinigung mit Ionentauscher                                            |
| Klärschlammaschebasierte Phosphorrückgewinnungsverfahren | Phos4Life                | Saure Laugung von Klärschlammasche, Aufreinigung mit Flüssig-Feststoff-Extraktion                             |
| Klärschlammaschebasierte Phosphorrückgewinnungsverfahren | Parforce                 | Nasschemischer Aufschluss von Klärschlamm/ Klärschlammasche, Herstellung von Phosphorsäure                    |
| Verwertung der Asche direkt als Düngemittel oder als Rohstoff in der Düngemittelindustrie                                                                                   | Asche als Dünger         | Nutzung von Klärschlammasche als Dünger                                                                       |
| Verwertung der Asche direkt als Düngemittel oder als Rohstoff in der Düngemittelindustrie                                                                                   | Asche in Düngerindustrie | Ansäuerung von Klärschlammasche mit Phosphor- oder Schwefelsäure zu Tripel-Superphosphat/Single-Superphosphat |